# Neurolarthra ultima
Neurolarthra ultima är en stekelart som först beskrevs av Papp 1967.  Neurolarthra ultima ingår i släktet Neurolarthra och familjen bracksteklar. Inga underarter finns listade i Catalogue of Life.